# ستنيسو آدمسكي
ستنيسو آدمسكي (بالبولندية: Stanisław Adamski)‏ هو دبلوماسي وسياسي بولندي، ولد في 12 أبريل 1875 في جلونا غورا في بولندا، وتوفي في 12 نوفمبر 1967 في كاتوفيتسه في بولندا. انتخب أسقف كاثوليكي وانتخب أسقف.